# Saksuriya Kulponmueng
Saksuriya Kulponmueng (thailändisch ศักดิ์สุริยา กุลโพนเมือง, * 24. November 1979 in Roi Et) ist ein ehemaliger thailändischer Fußballspieler.

## Karriere
Saksuriya Kulponmueng spielte bis 2011 beim Erstligisten Navy FC in Sattahip in der Provinz Chonburi. Wo er vorher gespielt hat, ist unbekannt. 2012 wechselte er zu Rayong United. Der Verein aus Rayong spielte in der dritten Liga, der damaligen Regional League Division 2, in der Bangkok Region. Nach einem Jahr kehrte er zum mittlerweile in der zweiten Liga spielenden Navy FC zurück. 2014 wurde er mit der Navy Tabellendritter und stieg somit wieder in die erste Liga auf. Nach dem Aufstieg verließ er den Klub und schloss sich in Samut Prakan dem Drittligisten Samut Prakan FC an. 2016 nahm ihn die Navy wieder unter Vertrag. Ende 2017 beendete er seine Karriere als aktiver Fußballspieler.